# Coupe du Kazakhstan féminine de volley-ball
La Coupe du Kazakhstan de volley-ball féminin est une compétition de volley-ball organisée par la Fédération de la république du kazakhstan de volley-ball (Федерация волейбола Республики Казахстан, ФВРК). 

## Palmarès
| Année | Vainqueur            | Score                                     | Finaliste            |
| ----- | -------------------- | ----------------------------------------- | -------------------- |
| 1999  | Astana-Kanaty Astana |                                           |                      |
| 2000  | Rakhat Alma-Ata      |                                           |                      |
| 2001  | Rakhat Alma-Ata      |                                           |                      |
| 2002  | Rakhat Alma-Ata      |                                           |                      |
| 2003  | Rakhat Alma-Ata      |                                           | Jetysou Taldykorgan  |
| 2004  | Rakhat Alma-Ata      |                                           |                      |
| 2005  | Rakhat Alma-Ata      | 3 - 2 (26-24, 19-25, 25-12, 22-25, 15-9)  | Astana-Kanaty Astana |
| 2006  | Jetysou Taldykorgan  |                                           |                      |
| 2007  | Rakhat Alma-Ata      |                                           |                      |
| 2008  | Jetysou Taldykorgan  |                                           | Irtych-Kazkhrom      |
| 2009  | Jetysou Taldykorgan  | 3 - 0 (25-19, 25-17, 25-21)               | VK Almaty            |
| 2010  | Jetysou Taldykorgan  | 3 - 1 (23-25, 25-22, 25-21, 25-16)        | Irtych-Kazkhrom      |
| 2011  | Jetysou Taldykorgan  | 3 - 1 (23-25, 25-12, 25-16, 25-23)        | Irtych-Kazkhrom      |
| 2012  | Jetysou Taldykorgan  | 3 - 0 (25-16, 25-12, 27-25)               | VK Karaganda         |
| 2013  | Jetysou Taldykorgan  | 3 - 1 (25-19, 19-25, 29-27, 25-19)        | VK Almaty            |
| 2014  | Jetysou Taldykorgan  | 3 - 0 (25-17, 25-13, 25-15)               | VK Astana            |
| 2015  | Irtych-Kazkhrom      | 3 - 2 (25-27, 25-20, 25-21, 24-26, 15-12) | Jetysou Taldykorgan  |
| 2016  | Irtych-Kazkhrom      | 3 - 0 (25-19, 25-21, 26-24)               | VK Altaï             |
| 2017  | VK Altaï             | 3 - 2 (25-23, 20-25, 24-26, 25-14, 15-11) | Irtych-Kazkhrom      |
| 2018  | VK Altaï             | 3 - 1 (25-19, 25-17, 23-25, 25-22)        | Jetysou Taldykorgan  |
| 2019  | VK Altaï             | 3 - 0 (25-22, 31-29, 25-22)               | Irtych-Kazkhrom      |

## Bilan par club
| Club                | Titres | Ville        | Année                                          |
| ------------------- | ------ | ------------ | ---------------------------------------------- |
| Jetysou Taldykorgan | 8      | Taldykourgan | 2006, 2008, 2009, 2010, 2011, 2012, 2013, 2014 |
| Rakhat Alma-Ata     | 7      | Almaty       | 2000, 2001, 2002, 2003, 2004, 2005, 2007       |
| VK Altaï            | 3      | Öskemen      | 2017, 2018, 2019                               |
| Irtych-Kazkhrom     | 2      | Pavlodar     | 2015, 2016                                     |
| VK Astana           | 1      | Astana       | 1999                                           |